# Einwohnerentwicklung von Ruda Śląska

Stadtwappen

Dieser Artikel gibt die Einwohnerentwicklung von Ruda OS/Ruda Śląska tabellarisch und grafisch wieder.
Am 30. Juni 2012 betrug die Amtliche Einwohnerzahl für Ruda Śląska 142.672. Die höchste Einwohnerzahl hatte Ruda Śląska nach Angaben der GUS im Jahr 1991 mit 171.645 Einwohnern.

## Einwohnerentwicklung

Einwohnerentwicklung von Ruda Śląska von 1950 bis 2012

Einwohnerzahlen für Ruda ohne Nowy Bytom:
- 1950 – 33 962 (a)
- 1955 – 38 893

### Ab 1959
- 1960 – 131 667 (a)
- 1961 – 134 800
- 1962 – 136 900
- 1963 – 138 700
- 1964 – 140 200
- 1965 – 141 173
- 1966 – 142 300
- 1967 – 140 200
- 1968 – 140 400
- 1969 – 140 900
- 1970 – 143 122 (a)
- 1971 – 143 208
- 1972 – 144 100
- 1973 – 146 700
- 1974 – 147 557
- 1975 – 149 623
- 1976 – 152 200
- 1977 – 155 900
- 1978 – 155 900 (a)
- 1979 – 156 800
- 1980 – 159 097
- 1981 – 161 588
- 1982 – 162 747
- 1983 – 162 769
- 1984 – 164 594
- 1985 – 166 081
- 1986 – 167 246
- 1987 – 167 861
- 1988 – 168 467 (a)
- 1989 – 169 780
- 1990 – 171 034
- 1991 – 171 645
- 1992 – 167 685
- 1993 – 167 971
- 1994 – 166 564
- 1995 – 165 873
- 1996 – 165 182
- 1997 – 163 014
- 1998 – 159 665
- 1999 – 156 851
- 2000 – 154 228
- 2001 – 152 987
- 2002 – 149 659 (a)
- 2003 – 148 361
- 2004 – 147 403
- 2005 – 146 582
- 2006 – 145 471
- 2007 – 144 584
- 2010 – 142 950[1]
- 2012 – 142 672 (30. Juni)[2]

a = Volkszählungsergebnis

## Stadtfläche
- 1995 – 77,67 km²
- 1997 – 77,59 km²
- 2006 – 77,73 km²